# Leptonema andinum
Leptonema andinum is een schietmot uit de familie Hydropsychidae. De soort komt voor in het Neotropisch gebied.